# Bridget Flanery
Bridget Christine Flanery (Guthrie Center, Iowa, 24 de marzo de 1970) es una actriz estadounidense de cine, teatro y televisión, reconocida principalmente por su papel como Lila Fowler en el seriado dramático Sweet Valley High. Ha aparecido en otras producciones de televisión como Weird Science, Sabrina the Teenage Witch, Babylon 5 y Will & Grace.

## Filmografía

### Cine
| Año  | Título            | Papel              | Notas |
| ---- | ----------------- | ------------------ | ----- |
| 1994 | Encounter         | Cat                | Corto |
| 1996 | Fatal Expressions | Kathy Kelly        |       |
| 2009 | Something Blue    | Kathleen O'Connell |       |

### Televisión
| Año       | Título                                | Papel           | Notas        |
| --------- | ------------------------------------- | --------------- | ------------ |
| 1994-1996 | Sweet Valley High                     | Lila Fowler     | 44 episodios |
| 1996      | Weird Science                         | Courtney        | 1 episodio   |
| 1996      | Boy Meets World                       | Lisa            | 1 episodio   |
| 1996      | 7th Heaven                            | Susan Barrett   | 1 episodio   |
| 1996      | California Dreams                     |                 | 1 episodio   |
| 1996–1998 | Sabrina the Teenage Witch             | Jill            | 9 episodios  |
| 1997      | Pearl                                 |                 | 1 episodio   |
| 1997      | Knots Landing: Back to the Cul-de-Sac | Lisa            | Miniserie    |
| 1997      | Unhappily Ever After                  | Bunny           | 1 episodio   |
| 1997-1998 | Teen Angel                            | Jessica Fishman | 4 episodios  |
| 1998      | Beyond Belief: Fact or Fiction        | Miranda         | 1 episodio   |
| 1998      | Babylon 5                             | Zoe             | 1 episodio   |
| 1998      | The Outsider                          | Lita Hayworth   | TV movie     |
| 2005      | Without a Trace                       | Beth Norwood    | 1 episodio   |
| 2005      | Will & Grace                          | Viv Cassidy     | 1 episodio   |
| 2005      | Out of Practice                       | Mary            | 1 episodio   |
| 2008      | Two and a Half Men                    | Katie           | 1 episodio   |
| 2008      | Desperate Housewives                  | Peggy           | 1 episodio   |
| 2011      | Hart of Dixie                         | Becky Hilson    | 1 episodio   |